# 正体
正體，從漢字字體的角度來看，是規定的標準書體，與草體相對。 秦朝，以小篆為正體字，以隸書為草體。 西漢以隸書為正體，以楷書為草體。 到了南北朝，楷書代替了隸書成為主要字體。 楷書吸收了行書中對漢字的簡化，產生了簡化的楷書字體。 自宋朝起，仿宋體和宋体成為漢字字形的標準楷體。